# Vriesea rubrobracteata
Vriesea rubrobracteata är en gräsväxtart som beskrevs av Werner Rauh. Vriesea rubrobracteata ingår i släktet Vriesea och familjen Bromeliaceae. Inga underarter finns listade i Catalogue of Life.